# Associació Japonesa de Futbol
L'Associació Japonesa de Futbol (日本サッカー協会, Nihon Sakkā Kyōkai) és l' òrgan de govern responsable de l'administració del futbol al Japó. És responsable de la selecció nacional, així com de les competicions de clubs. Des de l'1 d'abril de 2012, va passar de fundació a fundació d'interès públic i es va independitzar completament del Ministeri d'Educació, Cultura, Esports, Ciència i Tecnologia.

## Història
L'organització es va fundar el 1921 com a Associació de Futbol del Gran Japó (大日本蹴球協会, Dai-Nippon Shūkyū Kyōkai) i es va afiliar a la FIFA el 1929, de la que va ser expulsada durant la Segona Guerra Mundial. El 1945, el nom de l'organització es va canviar per Associació de Futbol del Japó (日本蹴球協会, Nihon Shūkyū Kyōkai) i es va tornar a unir a la FIFA el 23 de setembre de 1950. Va ser una de les dotze fundadores de la Federació Asiàtica de Futbol (AFC) l'octubre de 1954. El 28 de maig de 2002 va fundar la Federació de Futbol de l'Àsia Oriental (EAFF) amb altres set països de l'Àsia Oriental.
El 1974 es va convertir en una fundació i va canviar el seu nom japonès per l'actual. Això reflectia l'ús comú de la paraula sakkā (サッカ ー), derivada de "futbol", en lloc de la paraula japonesa més antiga shūkyū (蹴 球; literalment "xut de pilota"). La paraula sakkā va guanyar popularitat durant l'ocupació del Japó després de la Segona Guerra Mundial per part de les potències aliades. L'1 d'abril de 2012 va passar a una fundació constituïda d'interès públic i totalment independent del Ministeri d'Educació, Cultura, Esports, Ciència i Tecnologia.

## Símbol
El símbol de la JFA és el Yatagarasu, un mític corb de tres potes que va guiar l'emperador Jimmu fins al mont Kumano. Yatagarasu també és el missatger de la suprema deessa del sol xintoista Amaterasu.

## Presidents
A continuació es mostra una llista de presidents de la Japan Football Association (JFA). La presidenta d'honor és la seva Alteza Imperial, la princesa Takamado.
| Presidència | President         | Va prendre possessió del càrrec | Va deixar el càrrec |
| ----------- | ----------------- | ------------------------------- | ------------------- |
| 1           | Jikichi Imamura   | 1921                            | 1933                |
| 2           | Ryutaro Fukao     | 1935                            | 1945                |
| 3           | Ryutaro Takahashi | 1947                            | 1954                |
| 4           | Yuzuru Nozu       | 1955                            | 1976                |
| 5           | Tomisaburo Hirai  | 1976                            | 1987                |
| 6           | Shizuo Fujita     | 1987                            | 1992                |
| 7           | Hideo Shimada     | 1992                            | 1994                |
| 8           | Ken Naganuma      | 1994                            | 1998                |
| 9           | Shunichiro Okano  | 1998                            | 2002                |
| 10          | Saburo Kawabuchi  | 2002                            | 2008                |
| 11          | Motoaki Inukai    | 2008                            | 2010                |
| 12          | Junji Ogura       | 2010                            | 2012                |
| 13          | Kuniya Daini      | 2012                            | 2016                |
| 14          | Kozo Tashima      | 2016                            | Present             |

## Patrocini
El Japó té una de les rendes de patrocini més altes per a un equip nacional. El 2010, els seus ingressos per patrocini van ascendir a més de 12,5 milions de lliures.
Els patrocinadors principals són Kirin, Adidas, Panasonic, Saison Card International, FamilyMart, Fujifilm, ANA, Bank de Yokohama, NTT Docomo i Nissan.

## Competicions organitzades per la JFA
- Copa de l'Emperador
- Copa de l'Emperadriu
- Japan Soccer League i divisions inferior de futbol sala japonès (Copa Puma)
- Lliga japonesa de futbol i divisions inferiors de futbol professional masculí japonès
- Nadeshiko League i divisions inferiors de futbol femení japonès
- Competició de la Lliga Regional de Futbol
- Supercopa japonesa de futbol
- Tots el torneigs de futbol del Japó a l'escola secundària (juvenil)
- Copa Prince Takamado (juvenil)